# ヴィクトワールピサ
ヴィクトワールピサ（欧字名:Victoire Pisa、2007年3月31日 - ）は、日本の競走馬・種牡馬。主な勝ち鞍は2010年の皐月賞、有馬記念、2011年のドバイワールドカップ。
馬名の意味は「勝利の山」（フランス語）に冠名。日本馬として史上初めてドバイワールドカップに優勝した。引退後は種牡馬となり、日本国内で9年間供用された後、トルコに輸出された。2025年現在、トルコで種牡馬生活を送っている。

## 経歴

### 2歳 （2009年）

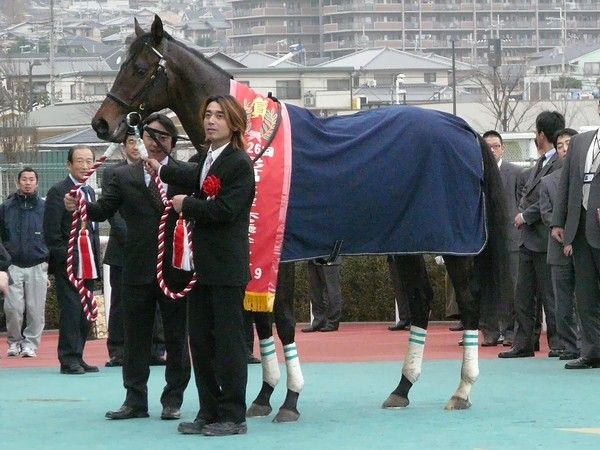
ラジオNIKKEI杯2歳S優勝時

2009年10月25日、ヴィクトワールピサは京都の新馬戦で競走馬としてデビューした。レースは1番人気に支持されるがローズキングダムを差し切れず2着に敗れ、中1週で同競馬場の未勝利戦に出走して初勝利を挙げた。続く11月28日の京都2歳ステークスは直線で先頭に立ってそのまま押し切り、2勝目を挙げる。そして12月26日のラジオNIKKEI杯2歳ステークスでは後方から徐々に順位を上げ、逃げるコスモファントムをクビ差で差し切り、3連勝で重賞制覇を果たした。

### 3歳 （2010年）
3歳となったヴィクトワールピサの初戦には、2010年3月7日の弥生賞が選ばれた。レースでは馬群の中ほどに控え、直線詰まり気味になりながらも残り100メートルほどでエイシンアポロンを捉えて優勝した。
しかし、デビューから騎乗していた武豊が3月27日の毎日杯での落馬事故で負傷したため、4月18日の皐月賞では岩田康誠に乗り替わりとなった。その皐月賞では、前年度JRA賞最優秀2歳牡馬のローズキングダムを抑えて1番人気に推される。レースでは後方の内に控え、直線もそのまま最内から抜け出して優勝した。この勝利は父・ネオユニヴァースとの父子2代の皐月賞優勝でもあった。
管理調教師の角居勝彦は、この勝利から前年まで厩舎の看板であったウオッカの後継馬へと期待を膨らませ、凱旋門賞への一次登録を行った。しかし、5月30日の第77回東京優駿も1番人気に支持されるが、先に抜け出したエイシンフラッシュ、ローズキングダムを交わすことができず3着に敗れた。
6月26日、角居からヴィクトワールピサの凱旋門賞挑戦が発表された。この遠征は日本調教馬が3歳で凱旋門賞に挑戦する初めてのケースである。8月19日（日本時間）、ヴィクトワールピサは帯同馬のピサノヴァロンとともにアムステルダム経由でフランス入りした。フランス入り後はシャンティイ調教場で調教を重ね、まずプレップレースとして9月12日のニエル賞 (G2) に出走した。レースでは中団のやや後ろを追走し、直線で懸命に追い上げてくるも残り200メートル付近で脚が止まり4着に敗れた。続く凱旋門賞では直線入り口での位置取りが絶望的だったため、確かな脚を見せたが、勝ったワークフォースから8馬身以上離れた7着に終わった。

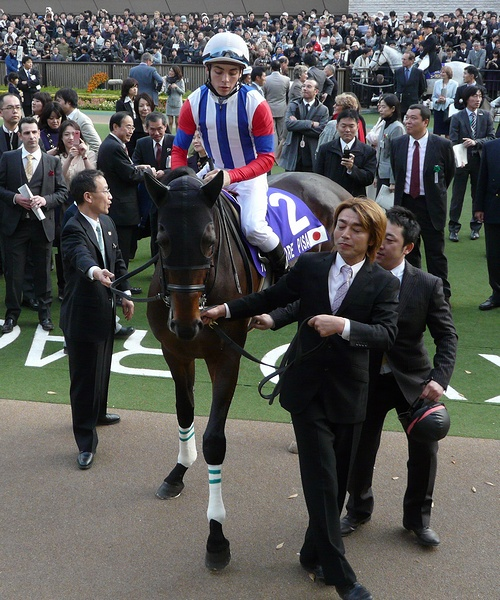
第30回ジャパンカップ

帰国後の初戦は11月28日のジャパンカップを選択した。主戦騎手の武豊がローズキングダムに騎乗することが決まっていたため、鞍上はマキシム・ギュイヨンに乗り替わった。当初、騎手はミルコ・デムーロに乗り替わることが発表されていたが、デムーロがオーナーと騎乗契約を結んでいるヴォワライシに騎乗するため直前に変更された。レースは2番手グループで流れに乗ると直線ではローズキングダムとの激しい争いとなり、ハナ差でローズキングダムに交わされて3着となった。
騎手がミルコ・デムーロに交代した12月26日の有馬記念では、4、5番手追走から早めに先頭へ立ち、追い込んできた1番人気のブエナビスタをハナ差振り切って優勝した。写真判定の結果が出るとデムーロは感極まって涙を流した。なお、同年にGI競走を制していたため、報奨金3000万円も獲得した。そして、有馬記念でこの年の3歳馬唯一のG1競走2勝を挙げたことにより、JRA賞最優秀3歳牡馬に選出された。

### 4歳 （2011年）
2月4日（日本時間）、ブエナビスタ、のちにトランセンドとともにドバイワールドカップに選出され、招待を受諾したと発表した。そのドバイワールドカップに向けた前哨戦として、中山記念に出走。道中はやや後方を追走するも、4コーナー近くから一気に大外を回って進出。直線では他馬を突き放し、4歳初戦を勝利した。
そして迎えたドバイワールドカップ。スタートでは行き脚がつかず、最後方からの競馬となるが、向正面で一気に進出し、逃げるトランセンドの外側の2番手につけた。そして直線残り300メートル付近で先頭に立つとそのまま押し切り、日本馬では初めてドバイワールドカップに優勝した。鞍上のデムーロは初参戦にして初勝利。勝利後はインタビューの途中、馬上で涙を見せる場面もあった。レース後の会見で、オーナーの市川は次走を香港のクイーンエリザベス2世カップにすることを明言した。また、秋は前年に引き続き凱旋門賞へ向かうことをデムーロが強く促した。
その後ドバイから香港へ移動し、クイーンエリザベス2世カップ出走に向けて調整されていたが、右後肢に軽度の跛行が生じたため、同レースを回避した。4月27日にいったん日本に帰国。秋のローテーションについては、アイリッシュチャンピオンステークスから凱旋門賞に出走するプランとなっていたが、のちにフォワ賞から凱旋門賞に出走するプランに変更。さらに、その凱旋門賞で勝利した場合は引退して種牡馬入りし、敗れた場合はジャパンカップに出走する予定であるとオーナーの市川が発表した。しかしレースに向け、8月10日に現地に到着し調整を行っていたが、13日に行った調教後に左後肢の跛行が生じ、また左飛節に炎症があることがわかり、5週間程度の安静が必要との診断を受けたことからフォワ賞と凱旋門賞への出走を取りやめた。

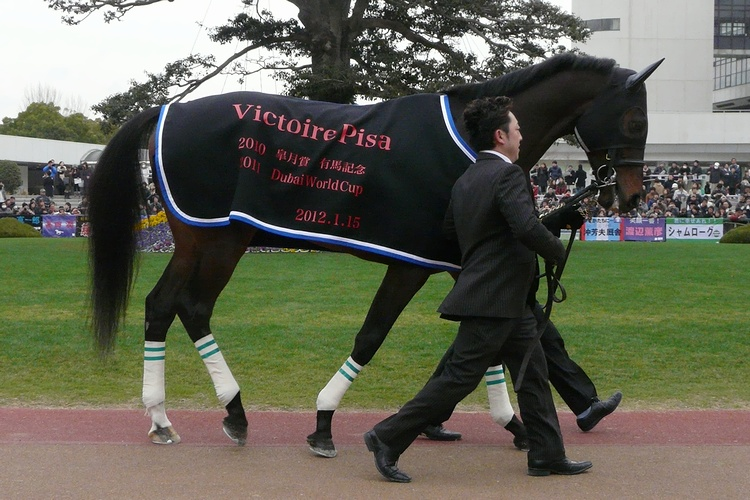
引退式

その後11月27日のジャパンカップで復帰したが終始後方のまま13着に敗れ、連覇をかけて挑んだ有馬記念は2番手追走も、直線で一杯になり8着に敗れた。結局この年のGI勝利はドバイワールドカップの1勝のみに終わったが、天皇賞（秋）に優勝しジャパンカップでも好走したトーセンジョーダンとの接戦を制し、JRA賞最優秀4歳以上牡馬に選出された。有馬記念直後の2011年12月27日に引退が決まり、2012年1月15日に京都競馬場で引退式を行って同日付で競走馬登録を抹消した。
なお、ヴィクトワールピサの出走シーン（2011年）は2012年の日本中央競馬会「近代競馬150周年テレビCM〜「次の夢へ」〜」（30秒版・60秒版）に使用されている。

## 種牡馬時代
総額12億円のシンジケートが設定されて種牡馬となり、2012年1月19日に北海道安平町の社台スタリオンステーションにスタッドインした。初年度の種付料は350万円（受胎確認後支払い、フリーリターン特約あり）。
初年度産駒は2015年にデビュー。2歳時には中央競馬の出走頭数62頭のうち勝ち上がりは15頭に留まり、2勝以上を挙げる産駒が1頭も出なかったが、そのうちの1頭で2歳時には1戦1勝だったジュエラーが3歳を迎えた2016年にシンザン記念2着、チューリップ賞2着から桜花賞を制し、産駒の初重賞および初GI勝利となった。この時の鞍上は父ヴィクトワールピサに有馬記念とドバイワールドカップの冠をもたらしたミルコ・デムーロであった。
2016年にデビューした2年目の産駒からは、3歳になった2017年にファルコンステークスを制したコウソクストレート、ドイツでデビューしG3バイエルンクラシック（バヴァーリアンクラシック）を制したウォーリングステイツ（Warring States）を輩出したが、2017年12月3日、社台スタリオンステーションからブリーダーズ・スタリオン・ステーションに移動。種付け料も200万円（フリーリターン特約あり）に低下した。
2020年12月22日、トルコジョッキークラブが購買してトルコで種牡馬入りすることが発表され、2021年2月に同時に購買されたクルーガーと一緒に同国でスタッドインした。
2021年シーズンはブルサ県のカラジャベイスタッドで供用され、種付け料は20,000トルコリラ（約28万円。レートは種付け料発表時点のもの）。トルコにおける産駒は2024年にデビューし、3歳になった2025年にトルコの3歳最強馬を決めるガジ賞（ガジダービー）で1着と2着に入るなど好調な成績を収めている。
供用場所は毎年移動しており、2025年シーズンはコジャエリ県のイズミト種馬場で供用される。

### 年度別種付け頭数
| 年度 | 繋養地         | 頭数 |
| ---- | -------------- | ---- |
| 2012 | 社台SS         | 150  |
| 2013 | 〃             | 149  |
| 2014 | 〃             | 132  |
| 2015 | 〃             | 163  |
| 2016 | 〃             | 158  |
| 2017 | 〃             | 125  |
| 2018 | ブリーダーズSS | 060  |
| 2019 | 〃             | 104  |
| 2020 | 〃             | 064  |
| 2021 | カラジャベイPS | 108  |
| 2022 | シリヴリ種馬場 | 091  |
| 2023 | トルバル種馬場 | 074  |
| 2024 | カラジャベイPS | 054  |

### 主な産駒
太字はGI級競走（国内限定格付けを含む）、競走名の前の国旗は開催国。

#### GI級競走優勝馬
- 2013年産
  - ジュエラー（2016年桜花賞[31]）

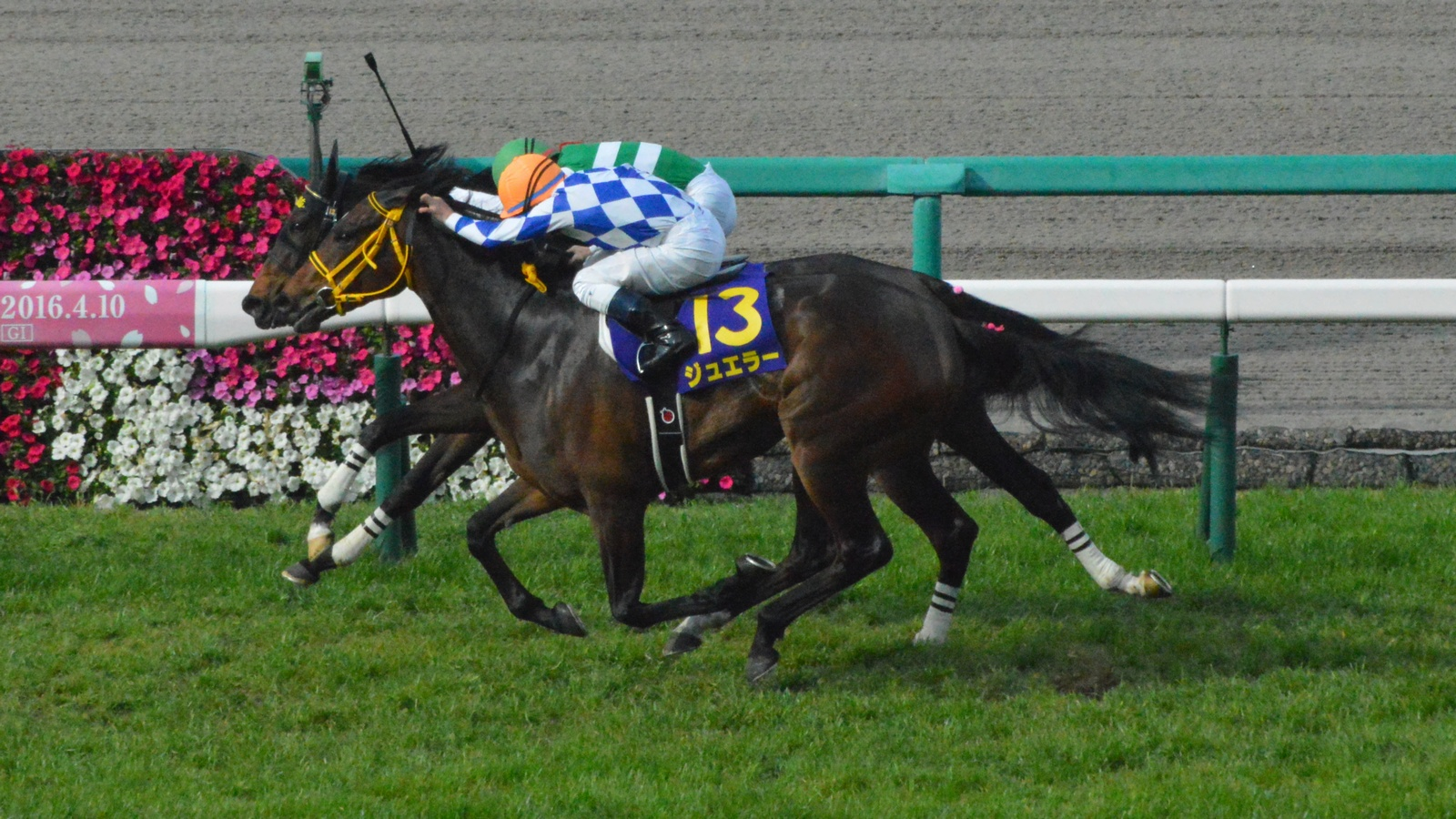
ジュエラー（2013年産）

- 2022年産
  - クサ / Cutha（2025年ガジ賞（ガジダービー）、2025年テンデュレク賞）[46]
  - ブーンナム / Boon Nam（2025年クスラック賞（トルコオークス））[47]

#### グレード制重賞優勝馬
- 2014年産
  - コウソクストレート（2017年ファルコンステークス[48]）
  - ウォーリングステイツ / Warring States（2017年バイエルンクラシック[49]）
  - ミッシングリンク（2018年TCK女王盃[50]）
- 2015年産
  - スカーレットカラー（2019年府中牝馬ステークス）
- 2016年産
  - ウィクトーリア（2019年フローラステークス）
  - ブレイキングドーン（2019年ラジオNIKKEI賞）
  - レッドアネモス（2020年クイーンステークス）
- 2018年産
  - アサマノイタズラ（2021年セントライト記念）
  - ロングラン(2025年小倉大賞典、マイラーズカップ)
- 2022年産
  - ハンサムキング / Handsome King（2025年サイト・アクソン賞）[51]

#### 地方重賞優勝馬
- 2014年産
  - イスタナ（2016年ライデンリーダー記念）
  - コスモメソッド（2017年大観峰賞）
- 2017年産
  - アポロティアモ（2023年福永洋一記念、トレノ賞、建依別賞）[52]
- 2018年産
  - ブライトフラッグ（2020年ブリーダーズゴールドジュニアカップ）

### 母の父としての産駒

#### グレード制競走勝利馬
- 2019年産
  - オニャンコポン（2022年京成杯）- 父エイシンフラッシュ
  - アートハウス（2022年ローズステークス、2023年愛知杯）- 父スクリーンヒーロー[53]
- 2021年産
  - ウォーターリヒト（2025年東京新聞杯）- 父ドレフォン
- 2022年産
  - パンジャタワー（2024年京王杯2歳ステークス、2025年NHKマイルカップ）- 父タワーオブロンドン

## 競走成績
| 競走日     | 競馬場     | 競走名             | 格     | 距離（馬場）  | 頭 数 | 枠 番 | 馬 番 | オッズ （人気） | 着 順 | タイム （上り3F） | 着差      | 騎手         | 斤量 [kg] | 1着馬（2着馬）         |
| ---------- | ---------- | ------------------ | ------ | ------------- | ----- | ----- | ----- | --------------- | ----- | ----------------- | --------- | ------------ | --------- | ---------------------- |
| 2009.10.25 | 京都       | 2歳新馬            |        | 芝1800m（良） | 11    | 8     | 11    | 01.8（1人）     | 02着  | 1:49.0 (34.1)     | -0.1      | 武豊         | 55        | ローズキングダム       |
| 0000.11.07 | 京都       | 2歳未勝利          |        | 芝2000m（良） | 11    | 7     | 9     | 01.2（1人）     | 01着  | 2:01.8 (34.2)     | -0.6      | 武豊         | 55        | （フィールドペガサス） |
| 0000.11.28 | 京都       | 京都2歳S           | OP     | 芝2000m（良） | 5     | 4     | 4     | 01.5（1人）     | 01着  | 2:01.6 (34.2)     | -0.2      | 武豊         | 55        | （メイショウホンマル） |
| 0000.12.26 | 阪神       | ラジオNIKKEI杯2歳S | JpnIII | 芝2000m（良） | 15    | 2     | 3     | 01.6（1人）     | 01着  | 2:01.3 (34.2)     | -0.0      | 武豊         | 55        | （コスモファントム）   |
| 2010.03.07 | 中山       | 弥生賞             | GII    | 芝2000m（重） | 13    | 1     | 1     | 01.7（1人）     | 01着  | 2:06.1 (36.1)     | -0.1      | 武豊         | 56        | （エイシンアポロン）   |
| 0000.04.18 | 中山       | 皐月賞             | GI     | 芝2000m（稍） | 18    | 7     | 13    | 02.3（1人）     | 01着  | 2:00.8 (35.2)     | -0.2      | 岩田康誠     | 57        | （ヒルノダムール）     |
| 0000.05.30 | 東京       | 東京優駿           | GI     | 芝2400m（良） | 17    | 4     | 7     | 02.1（1人）     | 03着  | 2:27.2 (33.1)     | -0.3      | 岩田康誠     | 57        | エイシンフラッシュ     |
| 0000.09.12 | ロンシャン | ニエル賞           | G2     | 芝2400m（重） | 7     | 3     | 7     | -               | 04着  | 計測不能          | 8 1/4馬身 | 武豊         | 58        | Behkabad               |
| 0000.10.03 | ロンシャン | 凱旋門賞           | G1     | 芝2400m（重） | 20    | 5     | 19    | -               | 7着   | 計測不能          | 8 1/2馬身 | 武豊         | 56        | Workforce              |
| 0000.11.28 | 東京       | ジャパンC          | GI     | 芝2400m（良） | 18    | 1     | 2     | 28.2（8人）     | 03着  | 2:25.2 (34.4)     | -0.0      | M.ギュイヨン | 55        | ローズキングダム       |
| 0000.12.26 | 中山       | 有馬記念           | GI     | 芝2500m（良） | 15    | 1     | 1     | 08.4（2人）     | 01着  | 2:32.6 (34.6)     | -0.0      | M.デムーロ   | 55        | （ブエナビスタ）       |
| 2011.02.27 | 中山       | 中山記念           | GII    | 芝1800m（良） | 12    | 7     | 9     | 01.4（1人）     | 01着  | 1:46.0 (33.9)     | -0.4      | M.デムーロ   | 58        | （キャプテントゥーレ） |
| 0000.03.26 | メイダン   | ドバイWC           | G1     | AW2000m（良） | 14    | 6     | 6     | 発売なし        | 01着  | 2:05.94           | 1/2馬身   | M.デムーロ   | 57        | （Transcend）          |
| 0000.11.27 | 東京       | ジャパンC          | GI     | 芝2400m（良） | 16    | 4     | 8     | 10.9（4人）     | 13着  | 2:25.8 (35.0)     | -1.6      | M.デムーロ   | 57        | ブエナビスタ           |
| 0000.12.25 | 中山       | 有馬記念           | GI     | 芝2500m（良） | 13    | 2     | 2     | 10.2（4人）     | 08着  | 2:36.5 (34.3)     | -0.5      | M.デムーロ   | 57        | オルフェーヴル         |

1. 1 2  優勝馬のみ計時し2着以下は着差のみ公表。アタマ差は1/4馬身として計算。
2. 1 2 3  海外国際競走であるため、1着馬（2着馬）を英語で表記。
3. ↑  8位入線だが、7位入線のPlanteurが失格のため繰り上げ。
4. ↑  馬場の「AW」はオールウェザー。
5. ↑  優勝馬のみ計時し2着以下は着差のみ公表。

## 特徴
- 大型で跳びの大きい走法だが、上手く流れに乗る器用さがある[54]。そのため、どの位置からのレースでもそつなく立ち回ることが可能で、一般的に大跳びの馬が苦にするとされる小回りの中山競馬場で重賞を4勝している。デビュー当初は差す競馬をしていたが、有馬記念、ドバイワールドカップでは直線で早めに先頭に立ちそのまま押し切るレースをしている。
- ドバイワールドカップを優勝したのは、日本で東日本大震災が発生してから約2週間後のことであった。そのため、ドバイでの勇姿は東日本大震災で心に深い傷を負った日本の競馬ファンに大きな勇気と希望を与えた。[55]

## 血統表
| ヴィクトワールピサの血統                                   | ヴィクトワールピサの血統                             | ヴィクトワールピサの血統           | （血統表の出典）                   | （血統表の出典） |
| 父系                                                       | サンデーサイレンス系（ヘイロー系）                   | サンデーサイレンス系（ヘイロー系） | サンデーサイレンス系（ヘイロー系） | [ § 2 ]          |
| 父 ネオユニヴァース 2000 鹿毛                              | 父の父*サンデーサイレンス Sunday Silence 1986 青鹿毛 | Halo                               | Hail to Reason                     | Hail to Reason   |
| 父 ネオユニヴァース 2000 鹿毛                              | 父の父*サンデーサイレンス Sunday Silence 1986 青鹿毛 | Halo                               | Cosmah                             |                  |
| 父 ネオユニヴァース 2000 鹿毛                              | 父の父*サンデーサイレンス Sunday Silence 1986 青鹿毛 | Wishing Well                       | Understanding                      | Understanding    |
| 父 ネオユニヴァース 2000 鹿毛                              | 父の父*サンデーサイレンス Sunday Silence 1986 青鹿毛 | Wishing Well                       | Mountain Flower                    |                  |
| 父 ネオユニヴァース 2000 鹿毛                              | 父の母*ポインテッドパス Pointed Path 1984 栗毛       | Kris                               | Sharpen Up                         | Sharpen Up       |
| 父 ネオユニヴァース 2000 鹿毛                              | 父の母*ポインテッドパス Pointed Path 1984 栗毛       | Kris                               | Doubly Sure                        |                  |
| 父 ネオユニヴァース 2000 鹿毛                              | 父の母*ポインテッドパス Pointed Path 1984 栗毛       | Silken Way                         | Shantung                           | Shantung         |
| 父 ネオユニヴァース 2000 鹿毛                              | 父の母*ポインテッドパス Pointed Path 1984 栗毛       | Silken Way                         | Boulevard                          |                  |
| 母 *ホワイトウォーターアフェア Whitewater Affair 1993 栗毛 | 母の父Machiavellian 1987 黒鹿毛                      | Mr. Prospector                     | Raise a Native                     | Raise a Native   |
| 母 *ホワイトウォーターアフェア Whitewater Affair 1993 栗毛 | 母の父Machiavellian 1987 黒鹿毛                      | Mr. Prospector                     | Gold Digger                        |                  |
| 母 *ホワイトウォーターアフェア Whitewater Affair 1993 栗毛 | 母の父Machiavellian 1987 黒鹿毛                      | Coup de Folie                      | Halo                               | Halo             |
| 母 *ホワイトウォーターアフェア Whitewater Affair 1993 栗毛 | 母の父Machiavellian 1987 黒鹿毛                      | Coup de Folie                      | Raise the Standard                 |                  |
| 母 *ホワイトウォーターアフェア Whitewater Affair 1993 栗毛 | 母の母Much Too Risky 1982 栗毛                       | Bustino                            | Busted                             | Busted           |
| 母 *ホワイトウォーターアフェア Whitewater Affair 1993 栗毛 | 母の母Much Too Risky 1982 栗毛                       | Bustino                            | Ship Yard                          |                  |
| 母 *ホワイトウォーターアフェア Whitewater Affair 1993 栗毛 | 母の母Much Too Risky 1982 栗毛                       | Short Rations                      | Lorenzaccio                        | Lorenzaccio      |
| 母 *ホワイトウォーターアフェア Whitewater Affair 1993 栗毛 | 母の母Much Too Risky 1982 栗毛                       | Short Rations                      | Short Commons                      |                  |
| 母系(F-No.)                                                | 8号族(FN:8-d)                                        | 8号族(FN:8-d)                      | 8号族(FN:8-d)                      | [ § 3 ]          |
| 5代内の近親交配                                            | Halo 3×4                                             | Halo 3×4                           | Halo 3×4                           | [ § 4 ]          |
| 出典                                                       | 1. 2. 3. 4.                                          | 1. 2. 3. 4.                        | 1. 2. 3. 4.                        | 1. 2. 3. 4.      |

- 半兄に安田記念などを勝ったアサクサデンエン、小倉記念を勝ったスウィフトカレントがいる[57]。
- そのほかの近親にレベルスロマンス（BCターフほか）、ローブティサージュ（阪神ジュベナイルフィリーズほか）、デュープロセス（兵庫ゴールドトロフィー）。